# Aeschynomene curtisiae
Aeschynomene curtisiae är en ärtväxtart som beskrevs av Johnston. Aeschynomene curtisiae ingår i släktet Aeschynomene och familjen ärtväxter. Inga underarter finns listade i Catalogue of Life.